# Марш миллиона мужчин

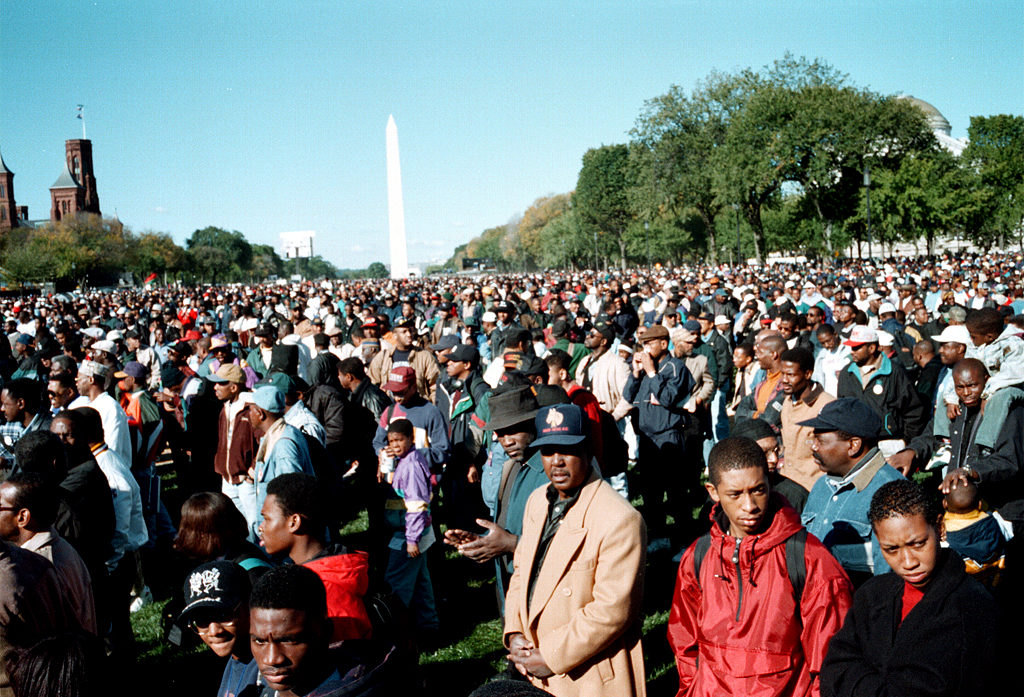
Марш миллиона мужчин

«Марш миллиона мужчин» («Марш миллиона чёрных мужчин») — марш афроамериканцев на Вашингтон 16 октября 1995 года, организованный лидером организации чернокожих мусульман «Нация ислама» Луисом Фарраханом. Выступающие подвергли критике ряд положений социальной политики властей США.
По данным организаторов марша, в нём принимало участие от 1,5 до 2 миллионов человек, по данным полиции — около 400 тысяч человек. По данным учёных Бостонского университета, число участников марша составляло 837 тысяч человек ±20%.